# Vaalborstlijster
De vaalborstlijster (Turdus leucomelas) is een zangvogel uit de familie lijsters (Turdidae).

## Verspreiding en leefgebied
Deze soort telt 3 ondersoorten:
- T. l. albiventer: noordelijk Colombia, Venezuela, de Guyana's en noordoostelijk Brazilië.
- T. l. cautor: La Guajira in het uiterste deel van noordelijk Colombia.
- T. l. leucomelas: van oostelijk Peru en Bolivia tot zuidelijk Brazilië en noordoostelijk Argentinië.